# Amadeu III de Savoia
Amadeu III de Savoia, anomenat El Croat, (1095 - Nicòsia 1148) fou el comte de Savoia entre 1103 i 1148.

## Orígens familiars
Va néixer vers el 1095, fill del comte Humbert II de Savoia i Gisela de Borgonya. Era net per línia paterna d'Amadeu II de Savoia i Joana de Ginebra i per línia materna de Guillem I de Borgonya.

## Ascens al tron comtal
A la mort del seu pare, ocorreguda el 1103, fou nomenat titular del Comtat de Savoia. Amb gran tendència a exagerar els seus títols, reclamà per a si mateix els títols de Duc de la Llombardia, Duc de Borgonya, duc de Chablais i vicari del Sacre Imperi Romanogermànic, títol que havia estat concedit al seu pare per part de l'emperador Enric IV.
Amplià els seus dominis, cosa que li comportà l'enemistat del seu cunyat Guigó IV d'Albon, amb el qual lluità en diverses ocasions. A la mort de Guigó IV a la batalla de Montmeillan el rei Lluís VI de França es casà amb Adelaida de Savoia, germana d'Amadeu III, pretenent posteriorment invadir el comtat. Gràcies a l'ajuda de Pere d'Amiens Amadeu III aconseguí retenir el seu poder sobre el comtat, comprometent-se a ajudar el rei francès en les Croades.
El 1147 va acompanyar el seu nebot, Lluís VII de França i Elionor d'Aquitània en la Segona Croada. Va finançar la seva participació mitjançant l'establiment d'un préstec amb l'abadia de Saint-Maurice i a l'ajuda prestada de diversos barons, els quals l'acompanyaren a la Croada. Va viatjar al sud a través de la península Itàlica fins a Bríndisi, on va creuar fins a arribar a Durrës, i marxant a través de la Via Egnatia va trobar-se amb Lluís VII a Constantinoble a finals d'aquell any. A Anatòlia les tropes se separaren, i prop de Laodicea les tropes de Lluís foren aniquilades. En la reagrupació de les tropes a l'actual Antalya van partir vers a Antioquia per mar, viatge durant el qual Amadeu va caure malalt i morí el 30 d'agost de 1148 a Nicòsia, on fou enterrat.
Al comtat de Savoia fou succeït pel seu fill Humbert III de Savoia sota la regència del bisbe Amadeu de Lausana.

## Núpcies i descendents
Es casà el 1123 amb Matilde d'Albon, filla del comte Guigó III d'Albon. D'aquesta unió nasqueren:
- Alix de Savoia (1124-?), casada el 1140 amb Humbert III de Beaujeu
- Mafalda de Savoia (1125-1157), casada el 1146 amb Alfons I de Portugal
- Humbert III de Savoia (1136-1188), comte de Savoia
- Agnès de Savoia (1138-1172), casada el 1172 amb Guillem I de Ginebra
- Joan de Savoia, capellà
- Pere de Savoia, capellà
- Guillem de Savoia, capellà
- Margarida de Savoia (?-1157), monja
- Elisabet de Savoia
- Juliana de Savoia (?-1194), abadessa de St. André-le-Haut